# Sycophila concinna
Sycophila concinna är en stekelart som först beskrevs av Karl Henrik Boheman 1836.  Sycophila concinna ingår i släktet Sycophila och familjen kragglanssteklar. Arten är reproducerande i Sverige. Inga underarter finns listade i Catalogue of Life.